# Barrio El Maruchito
Barrio El Maruchito es una localidad argentina ubicada en el Departamento General Roca de la provincia de Río Negro. Se halla 8 km al este del centro de Allen, de la cual depende administrativamente. 
Es un barrio de nivel socioeconómico bajo, carece de agua potable y sólo algunos pobladores cuentan con energía eléctrica. Fue creado en los años 1990. La principal actividad económica es el trabajo en las quintas de la zona. La conexión con el centro la brinda un servicio de colectivos que pasa por la Ruta Provincial 65, 500 metros al Sur del barrio.

## Población
Contó con 51 habitantes (Indec, 2010), lo que representó un descenso del 24% frente a los 67 habitantes (Indec, 2001) del censo anterior.

El censo 2022 registró una población de 35 habitantes que se repartieron entre 20 hombres y 15 mujeres. Sin embargo, las cifras obtenidas fueron estimativas solo teniendo en cuenta a la población en viviendas particulares; es decir, excluyendo del dato a la población institucional y las personas sin hogar. Gracias a este censo también fue posible conocer su densidad y tamaño urbano.
| Gráfica de evolución demográfica de El Maruchito entre 2001 y 2022 |
|                                                                    |
| Fuente: Censos nacionales del INDEC                                |